# 弗拉特克里克鎮區 (北卡羅萊納州班康縣)
弗拉特克里克鎮區（英語：Flat Creek Township）是位於美國北卡羅萊納州班康縣的一個鎮區。

## 地方資料
弗拉特克里克鎮區的面積為55.16平方千米，皆為陸地。根據2020年美國人口普查的數據，當地共有人口5560人，而人口密度為每平方千米100.8人。